# اتحاد جنوب السودان لكرة القدم
اتحاد جنوب السودان لكرة القدم (بالإنجليزية: South Sudan Football Association)‏. تأسس الاتحاد سنة 2012 وانضم للإتحاد الدولي في نفس العام وهذا بعد استقلال دولة جنوب السودان عن السودان الموحد.
انضم إلى الإتحاد الدولي لكرة القدم في 2012م وانضم إلى الاتحاد الأفريقي لكرة القدم في 2012م.وهو يضم تحت لوائه فرق كرة القدم الجنوبية ويقوم بتنظيم المسابقات المحلية وكذا الدولية

## مسابقات
- دوري جنوب السودان